# Rewolucja marcowa
Rewolucja marcowa (niem. Märzrevolution) – demonstracje i wystąpienia mieszkańców Berlina i Wiednia, stolic Prus i Austrii w początkach Wiosny Ludów w 1848 r.
Protestujący domagali się wolności politycznej, a także zjednoczenia państw niemieckich w jedno państwo. Rewolucja marcowa stała się początkiem Wiosny Ludów w Niemczech.
W wyniku demonstracji i nacisku społecznego Sejm Związkowy uznał barwy czarno-czerwono-złote (obecna flaga Niemiec) za narodowe. Frankfurckie Zgromadzenie Narodowe miało zaś wydać deklarację zjednoczenia Niemiec.
13 marca 1848 roku doszło w Wiedniu do manifestacji na ulicach miasta, utworzono Gwardię Narodową, ogłoszono wolność prasy, zapowiedziano reformy na wsi, kanclerz Klemens von Metternich pod naciskiem społecznym zmuszony został do dymisji.
Tego samego dnia rozpoczęły się zamieszki w Berlinie, w których brali udział rzemieślnicy i robotnicy. Także tu utworzono Gwardię Narodową, ogłoszono wolność prasy i zgromadzeń oraz amnestię dla więźniów politycznych. Walki ustały 20 marca, w ich wyniku tłum uwolnił szereg więźniów z więzienia w Moabicie, wśród których znajdowali się Polacy: Ludwik Mierosławski i Karol Libelt. Świadkiem wydarzeń w Berlinie był późniejszy poseł parlamentu niemieckiego Henryk Szuman, który opisał swoje doświadczenia w broszurze Luźne kartki ze wspomnień życia własnego.